# Croton subasperrimum
Croton subasperrimum là một loài thực vật có hoa trong họ Đại kích. Loài này được Secco, P.E.Berry & Rosário mô tả khoa học đầu tiên năm 2005.